# Houston Aeros (1972–1978)
Houston Aeros var en professionell ishockeyklubb i Houston som spelade i World Hockey Association, WHA, från 1972 till 1978. 

## Historia
Houston Aeros var från början tänkt att spela i Dayton, Ohio, under namnet Dayton Arrows, men på grund av avsaknaden av en bra arena samt dåligt intresse från allmänheten flyttade ägaren laget till Texas. Laget vann två Avco World Trophy, som mästare i WHA. Lagets tränare under alla sex säsongerna var Bill Dineen.
De mest kända spelarna för Aeros var Gordie Howe och hans söner Mark och Marty Howe.
Då laget inte såg ut att bli en av klubbarna som skulle komma med i National Hockey League inför säsongen 1978–79 så lades laget ner.